# Al-Ma'aridj

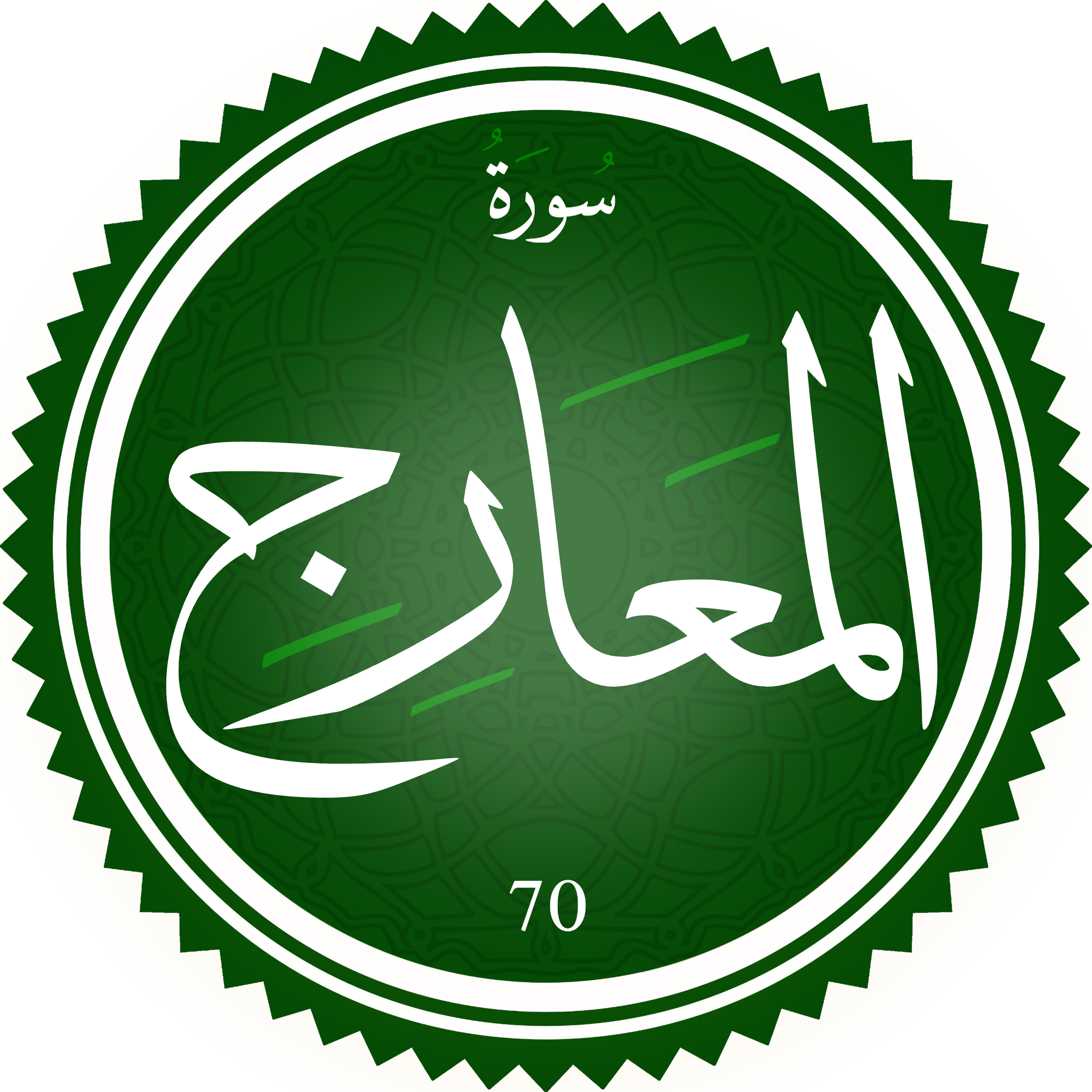
Sura al-Ma'arij.

al-Ma'āridj eller al-Maarij (arabiska: سورة المعارج) ("Vägarna upp till Gud") är den sjuttionde suran i Koranen med 44 verser (ayah). Den är från Mekka-perioden.
Suran innehåller en viktig vers, som inskränker muslimernas sexuella förbindelser till de äktenskapliga:
| ” | ...[29] och som håller sina begär i styr [30] och inte [ger fritt utlopp åt sin lust] med andra än sina hustrur eller dem som de rättmätigt besitter – inget klander kan då riktas mot dem; [31] men går de längre är de syndare | „ |